# Мурманск (лек крайцер, 1955)
Мурманск e лек крайцер на ВМФ на СССР от проект 68-бис, „Свердлов“.

## Строителство
Корабът е кръстен в чест на лекия крайцер „Милуоки“ (USS Milwaukee (CL-5)), предаден на СССР от САЩ, и който служи в Северния флот от 1943 до 1949 г. под името „Мурманск“.
Крайцерът е заложен на 28 януари 1953 г. в док № 50 на завод № 402 в Молотовск (днес Северодвинск) под заводски № 302. Веднага е включен в състава на 81-ва бригада строящи се и ремонтиращи се кораби на Беломорската военна флотилия. За построяването му са използвани дънните конструкции на крайцера от същия проект „Козма Минин“, свален от строителство.
На 24 април 1955 г. крайцерът „Мурманск“ е спуснат на вода. В периода от 24 май до 11 юли преминават швартовите изпитания, а от 12 юли до 30 юли са заводските изпитания.
На 3 юли 1955 г. на крайцера е издигнат Военноморския флаг на СССР. От 31 юли до 22 септември 1955 г. крайцера преминава държавните си изпитания под ръководството на председателя на комисията за приемка капитан 1-ви ранг Г. А. Визел. От 28 до 29 септември 1955 г., под ръководството на командващия ескадрата на Северния флот контраадмирал Леонид Медведев крайцерът прави преход до главната база на флота – Североморск.
На 6 октомври 1955 г. корабът е зачислен в състава на Северния флот на СССР (заповед на министъра на отбраната на СССР № 00184 от 06.10.1955 г.)
Екипажът на крайцера започва да се формира още през 1954 г. За командир на крайцера е назначен капитан 1-ви ранг Трифон Григориевич Катишев. Офицерският състав се набира от състава на Северния и Черноморския флотове, а също и сред абсолвентите на военноморските училища. Старшините и редовия състав преимуществено се набира от Черноморския флот сред лицата, имащи опит в службата на корабите от този проект.
Шефство над кораба вземат работниците на Мурманския тралов флот.

## История на службата
През 1956 г. лекият крайцер „Мурманск“ влиза в състава на 2-ра дивизия крайцери на Северния флот.
По същото време, в средата на 1950-те, под давлението на Никита Хрушчов, желаещ да види кораби ракетни и атомни, във ВМФ СССР започват съкращения. Само в периода от 1955 до 1958 г. 240 кораба и съдове са дадени за скрап. Построеният „Мурманск“ избягва тази участ, но съкращенията засягат и неговия екипаж.
На 21 март 1957 г. в ескадрата на Северния флот има инспекторска проверка от Министерство на отбраната на СССР под ръководството на Министъра – Маршала на Съветския съюз Родион Малиновски. Крайцерът участва в артилерийските стрелби с главния и универсалния калибър по въздушна цел, летяща „на ниска височина“. Стрелбата се провежда изключително с радиолокационно насочване. Крайцерът получава оценка „Отлично“. Но още на 1 април на кораба започват работите по подготовката му за консервация. От 1270 души екипаж остават 925, останалите са досрочно уволнени в запас или преведени на други кораби. Корабът е изваден от състава на действащите.
На 3 септември 1957 г. „Мурманск“ е зачислен в състава на 176-та бригада от резерва на корабите на Северния флот и е пребазиран на залива Сайда, където е поставен на бочки. От 1 септември 1957 г. корабът преминава на нов щат, според който в екипажа остават 495 души.
През 1961 г. поради преразглеждането на политиката по отношение на артилерийските крайцери кораба оживява. В съответствие с Директивата на ГК на ВМФ на СССР от 1 юни 1961 г. корабът е преместен в селището Роста в КРЗ-35 за ремонт и разконсервация, после е преведен на пълен щат и от февруари 1962 г. влиза в състава на сформираната 6-та ракетна дивизия. На 5 юли 1962 г. крайцерът пристъпва към отработката на основните си задачи.
От 4 до 6 юли 1963 г. „Мурманск“ за първи път участва в командно-щабно учение с участието на 1-ва флотилия атомни подводници, 4-та ескадра дизелови подводници и авиацията на флота, под командването на командващия флота адмирал Владимир Касатонов. От 10 до 15 август крайцерът участва в ученията, веднага след които излиза за първия си далечен поход – в Атлантика, носейки на борда резервен екипаж за атомна подводница.
През 1964 г. корабът няколко пъти има далечни походи с изпълнение на учебни стрелби. От 7 до 12 април на поредното излизане в морето на кораба присъства инспекция от министерството на отбраната на СССР начело с главния инспектор, Маршалът на Съветския съюз Кирил Москаленко. След инспекцията екипажа получава високата оценка на инспекторите. От 17 до 21 октомври под флага на командващия флота вицеадмирал Семьон Лобов съвместно с ескадреният миноносец „Настойчивый“ „Мурманск“ е на официална визита в Норвегия, в порт Тронхайм, където участва в празничните мероприятия, посветени на 20-летието освобождаването на Норвегия от войските на Карелския фронт и моряците на Северния флот.
През 1965 г. кораба на два пъти, от 22 юли до 3 август и от 23 август до 3 септември, излиза в Карско море за прехващане и пресичане на опитите на американските военни ледоразбиващи параходи да преминат през Северния морски път на изток. През същата година по резултатите показани в бойната и политическата подготовка за цялата година крайцерът „Мурманск“ за първи път става „Отличен“ сред крайцерите, оттогава той регулярно поддържа това звание.
От 31 май до 2 юни 1967 г. крайцерът „Мурманск“, под командването на капитан 1-ви ранг Гринчук В. М, прави преход от Северодвинск до залива Западная, имайки на борда правителствена делегация. В състава на делегацията са Генералният секретар на ЦК на КПСС Леонид Брежнев, Председателя на Съвета на Министрите на СССР Алексей Косигин, министъра на Отбраната на СССР Маршал на Съветския съюз Андрей Гречко, главкома на ВМФ Адмирал на Флота на Съветския съюз Сергей Горшков и съпровождащите ги лица. В хода на прехода корабът участва в малко демонстрационно учение с ракетни стрелби. През октомври 1967 г. корабът е награден с Паметното Знаме на ЦК на КПСС, на Президиума на Върховния Съвет и Съвета на Министрите на СССР за 2-рото място във ВМФ по състезателна артилерийска стрелба за наградата на Главкома на ВМФ.
От 1 декември 1967 г. до 30 септември 1968 г. корабът се намира на текущ ремонт в Кронщатския морски завод. В хода на ремонта е заменен главния паропровод и е поставена новата РЛС „Кил“. След края на ходовите изпитания „Мурманск“ участва в парада на корабите на Балтийския флот на Нева в Ленинград, където се намира от 27 октомври до 8 ноември 1968 г. След завръщането си в Северния флот крайцерът е зачислен в състава на сформираната по-рано 7-а оперативна ескадра на Северния флот и става неин флагмански кораб.
От 18 март до 6 май 1969 г. „Мурманск“ се намира на бойната си служба в Северния Атлантик и Средиземно море в качеството на кораб за управление под флага на командира на 7-ма оперативна ескадра контраадмирал Г. Е. Голоты, съпровожда 8 подводни лодки на 4-та ескадра дизелни подводни лодки, зачислени към 5-та Средиземноморска ескадра кораби на ВМФ. По време на този поход с делово посещение се отбива в алжирския порт Анаба, където е от 12 до 18 април. От 22 август до 14 октомври 1969 г. крайцерът отново се намира в поход в Средиземно море.
От 9 до 30 април 1970 г. „Мурманск“ участва в най-големите за цялата история на съветския ВМФ учения „Океан“ под командването на адмирал Семьон Лобов с плаване в Атлантика. От 28 април на борда на крайцера, за да наблюдават края на ученията, се намират министъра на отбраната А. А. Гречко и главкома С. Г. Горшков.
От 3 март до 22 април 1971 г. крайцерът е на бойна служба в Средиземно море, оказвайки помощ на въоръжените сили на Египет в хода на войната на изтощение. В хода на похода крайцерът посещава с визита югославския порт Дубровник.
От 10 ноември 1971 г. крайцерът се насочва в Черно море за ремонт в Севастопол. Но по време на похода кораба получава заповед да се присъедини към 5-та Средиземноморска ескадра за участие в бойната служба и ученията „Узел“ в Тиренско море, които са в периода от 18 ноември до 13 декември 1971 г. от 28 януари 1972 г. до 30 ноември 1973 г. „Мурманск“ е в Севастопол, в продължителен ремонт в кораборемонтния завод „Орджоникидзе“.
След ремонта, на 29 септември 1973 г. корабът се насочва към базата си в Североморск, но отново получава заповед да се насочи към зоната на бойните действия на арабо-израиелския конфликт в Средиземно море. Намира се в зоната на бойните действия от 5 октомври до 8 ноември 1973 г., за това време изпълнява артилерийски стрелби и бойни упражнения по ПВО, РЕП и поставяне на мини.
През 1974 г. корабът участва в ученията „Амбразура“, „Омега“ и „Арктика-74“. Участва (със салют от 30 залпа) в откриването на мемориала „Защитниците на Съветското Заполярие в годините на Великата Отечествена война“ в Колския залив. От 1 януари 1976 г. след прекласификация съгласно заповедта на ГК на ВМФ № 0296 от 31.12.1975 г. лекият крайцер „Мурманск“ вече се отнася към класа на просто крайцерите. От 10 до 14 май 1978 г. под флага на командира на 7-ма опеск контраадмирал В. И. Зуб, съвместно с БРК „Смишлений“ „Мурманск“ се намира с официална визита в порта на Бордо (Франция). През 1981 г. корабът участва в крупномащабните учения в Балтика „Запад-81“.
От 22 ноември 1982 г. „Мурманск“ влиза за среден ремонт на КРЗ-35 в Роста (Мурманск), влизайки в състава на 48-ма отделна бригада подводни лодки. Към това време корабът е изминал 242 703 мили.
В периода 1988 – 1989 г. започва преоборудването на крайцера в крайцер за управление. През 1989 г. корабът изпълнява артилерийски стрелби, по чиито резултати е обявен за най-добрия кораб по артилерийска подготовка сред всички кораби на Военноморския Флот на СССР и е награден с преходната Купа на Главнокомандващия ВМФ.
На 1 декември 1989 г. крайцерът е изваден от бойния състав на флота, законсервиран и поставен в Колския залив на стоянка.

### Гибел и демонтаж
Корабът е разоръжен и изключен от състава на флота на 3 юли 1992 г., а на 31 декември 1992 г. е разформируван. През 1994 г. е продаден в Индия (според други данни, на Емиратите) за скрап.
Крайцерът е отбуксиран за Индия през декември 1994 г. По време на щорм в Норвежко море въжетата на буксирите се късат и крайцера е изхвърлен върху скалите на остров Серея близо до селището Сьорвер на комуната Хасвик (Финмарк, Норвегия).
През лятото на 1995 г. е предприет безуспешен опит да се отбуксира „Мурманск“ в безопасен залив. В резултат на това на кораба само е изправен крена. За нов опит няма средства. Тъй като на кораба не са открити радиация и токсични вещества, министърът по охраната на околната среда Турбьорн Бернтсен (на норвежки: Thorbjørn Berntsen) взема решение да остави „Мурманск“ както си е, затова че, „това е въпрос не на замърсяване, а на естетика“. До 2008 г. крайцерът ръждясва във фиорда и става местна туристическа забележителност. В програмата на някои турове по Финмарк даже се включва посещение на съветския кораб.
Но, през август 2008 г. активисти на екологичната организация „Белона“ съобщават, че са намерили сред оборудването на кораба източник на радиации. Жителите на Сьорьойя вдигат тревога. Появява се информация, че с появата на крайбрежието на „Мурманск“ заболеваемостта от рак в селището се е удвоила. Крайбрежното селце попада в объективите на телекамерите от цялата страна. Властите обещават да премахнат крайцерът на всяка цена. Проведен е анализ на образци от кораба. Той показва наличие на радиоактивни вещества в тях, полихлорбифенил и бромирани забавители на горенето. В резултат на това в Норвегия е решено да се демонтира и утилизира крайцера.
Развгръща се най-скъпата в Норвегия операция по утилизация. От бюджета на страната са отделени 328 милиона крони (примерно 2,3 милиарда рубли; според други данни, 238,9 млн. крон). Тендерът е спечелен от компанията „Деком“ на норвежки: AF Gruppen (AF Decom). Крайцерът е решено да се разреже, за което около него се изгражда мол и се организира сух док.
През 2009 г. норвежката компания AF Gruppen сключва договор за утилизация на кораба. Работите започват през 2010 г.; те включват в себе си строителството на док около кораба, изпомпване на водата от там и разглобяване на корпуса на кораба в сух док. Молът неведнъж е пробиван, и „Деком“ губи немалко време и ресурс за отстраняване на течовете.
Към лятото на 2012 г. от кораба вече почти нищо не е останало.
Утилизацията е завършена през 2013 г. – с почти на две години закъснение спрямо първоначалния срок. Контрактът е сключен за фиксирана сума, и компанията понася допълнителни разходи, величината на които се пази в тайна.
При демонтажа става ясно, че радиацията на борда е в норма. Източник на излъчванията се оказват люминисцентните бои по някои от превключвателите и указателите, които създават доза на облъчване не повече, отколкото полет със средна продължителност на обикновен самолет. Медиците също не намират основания да предполагат, че в общината има повишена заболеваемост от рак.
В резултат на утилизацията на кораба около 12 хил. тона стомана е преработена от английската компания C F Booth и от местното ѝ подразделение Celsa Group, около 1300 тона кабели и 400 тона смесени отпадъци – от различни норвежки компании, около 6500 тона грунт и други материали, замърсени с остатъци от горивото, са изпратени в Германия.

## Награди
- 26 февруари 1967 г. – Преходното Червено знаме на Мурманския областен комитет на ВЛКСМ, а също награда-модел на „Маяк“ със знаци за воинска доблест, комсомолската организация на крайцера е занесена в Книгата за Почет на комсомолците и младежта на Флота.
- 20 октомври 1967 г. – Паметното Знаме на ЦК на КПСС, Президиума на Върховния Съвет на СССР, Съвета на Министрите на СССР.
- 1968 г. – комсомолската организация на електротехническата група на БЧ-5 е наградена с Паметно Червено Знаме на Ивано-Франковския Обком на ЛКСМУ.

От 1964 г. практически ежегодно крайцера е награждаван с Купите и грамотите както на Главнокомандващия ВМФ на СССР, така и от командващия Северния флот за отлична и добра артилерийска стрелба.
Сред почетните звания на кораба има такива като: „Най-добър кораб сред крайцерите“, „Най-добър надводен кораб на Северния флот“, „Най-добър кораб във ВМФ на СССР“.